# Матфей (Мормыль)
Архимандри́т Матфе́й (в миру Лев Васи́льевич Мо́рмыль; 5 марта 1938, станица Архонская, Пригородный район, Северо-Осетинская АССР — 15 сентября 2009, Троице-Сергиева Лавра, Сергиев Посад) — священнослужитель Русской православной церкви, регент, церковный композитор, аранжировщик, профессор (1988), заслуженный профессор Московской духовной академии (2004), кандидат богословия (1963), член Синодальной богослужебной комиссии.
Руководитель объединённого хора Свято-Троицкой Сергиевой лавры и Московских духовных академии и семинарии (с 1961 года). По словам митрополита Тверского Амвросия (Ермакова): «Отец Матфей — это легенда. Он так же, как и отец Кирилл, был лицом Лавры, её сердцем. В первую очередь в Лавру ехали к преподобному Сергию, а во вторую очередь — послушать хор отца Матфея. Пение лаврского хора было эталоном. Его невозможно превзойти, несмотря на усилия многих людей, на талантливейшие подражания, несмотря на то, что многие сейчас пытаются воспользоваться методами отца Матфея». Его усилиями в Лавре, а затем и во всей Русской православной церкви произошли изменения в литургической практике, возвращающие богослужения к уставным требованиям.

## Биография
Лев Мо́рмыль родился 5 марта 1938 года на Северном Кавказе, в станице Архонская бывшей Терской области (ныне — Пригородном районе Северной Осетии-Алании), в семье казаков с потомственными музыкальными традициями.
В 1956 году окончил среднюю школу и, намереваясь стать священником, поступил в Ставропольскую духовную семинарию, которую окончил в 1959 году. В классе церковного пения обучался у известного регента, знатока и любителя обиходных мелодий — В. П. Пестрицкого, последователя традиции певческой школы знаменитого хорового дирижёра и педагога К. К. Пигрова (1876—1962). С 1957 года, по окончании первого класса семинарии, нёс послушание псаломщика и регента левого клироса в Никольской церкви города Ессентуки, где познакомился с известным на Северном Кавказе регентом диаконом Павлом Звоником (ум. 1964), оказавшим на него огромное влияние и положившим начало в формировании в молодом семинаристе собственного регентского стиля.
С 1959 по 1963 год обучался в Московской духовной академии.
Весной 1961 года подал прошение в Троице-Сергиеву Лавру, а 21 июня 1961 года принимается в число её послушников и назначается уставщиком и старшим регентом монастырского хора.
С 1961 года — уставщик и старший регент хора Свято-Троицкой Сергиевой Лавры, руководитель объединённого хора Свято-Троицкой Сергиевой Лавры и Московских духовных академии и семинарии.
В декабре 1962 года пострижен в монашество с именем Матфей в честь апостола и евангелиста Матфея. 30 марта 1963 года рукоположён в сан иеродиакона, а 29 марта 1964 года — в сан иеромонаха.
В 1963 году успешно защитил кандидатскую работу на тему: «Воскресение Христово в изложении русских богословов-апологетов». С 1963 по 2005 гг. — преподаватель МДАиС и регентской школы (Церковный устав, Священное Писание Ветхого и Нового Завета и Литургика).
В 1968 году возведён в сан игумена, а в 1971 году — в сан архимандрита.
С 1969 по 1974 года — преподаватель Регентского класса. В марте 1984 года присвоено звание доцента. В январе 1988 года утверждён в звании профессора. В 2004 году ему присвоено звание заслуженного профессора Московской духовной академии.
Скончался в ночь на 15 сентября 2009 года. 18 сентября 2009 года в Успенском соборе Троице-Сергиевой Лавры состоя-ось отпевание архимандрита Матфея, проститься с кото-рым приехало множество его бывших учеников из разных епархий Русской Православной Церкви. Заупокойное богослужение, в котором участвовали семь архиереев, возглавил Ректор Московской Духовной академии архиепископ Верейский Евгений (Решетников). Похоронен в тот же день в небольшом некрополе за алтарём храма Сошествия Святаго Духа на апостолов.

## Творчество
Особой заслугой является создание и распространение особой культуры пения больших мужских церковных хоров, воспитание и раскрытие певческого таланта у десятков тысяч семинаристов МДАиС — ставших священнослужителями Русской Православной Церкви. Как церковный композитор создал ряд новых литургических песнопений, в том числе приуроченных к знаменательным датам истории Русской Православной Церкви:
- Возобновлению празднования Всем Святым, в земле Российской просиявшим (1963)
- 50-летию восстановления Патриаршества в Русской Православной Церкви (1967)
- 1000-летию Крещения Руси (1988—1989)
- 2000-летия Христианства (2000)

Как литургист и канонист (уставщик) участвовал в подготовке некоторых поместных соборов РПЦ и составлении служб (сочинении богослужебных текстов) новопрославленным святым.
Известный стих «Чтоб красиво петь до гроба…» часто ошибочно приписывается ему, хотя настоящим автором является оперный певец Юрий Аркадьевич Шкляр.

## Дискография
- 1968 — запись на фирме Мелодия
- 1971 — запись в англиканской церкви св. Андрея в Москве
- 1978 — «Пасха Христова»
- 1980 — К 70-летию Патриарха Московского Пимена (Извекова)
- 1981 — К 600-летию Куликовской битвы
- 1985 — К 75-летию Патриарха Московского Пимена (Извекова)
- 1987 — «Песнь всяку духовную принесём Богородице»
- 1988 — «О дивное чудо!» (к 1000-летию Крещения Руси) (Париж)
- 1995 — «Академия у Троицы»
- 1999 — К 2000-летию Христианства (триптих)

## Награды
В 1964 году почтён Патриаршей грамотой; в 1968 году награждён орденом Святого Креста Иерусалимской Церкви и орденом св. кн. Владимира III-й степени; в 1973 году ко дню Святой Пасхи награждён Патриаршей грамотой; в 1976 году удостоен ордена св. кн. Владимира II степени; в 1985 году в связи с 300-летием Московской Духовной академии награждён Патриаршей грамотой.
19 марта 1987 года в связи с 650-летием основания Троице-Сергиевой лавры награждён орденом преп. Сергия II степени; 9 июня 1988 года в связи с 1000-летием Крещения Руси удостоен права ношения второго креста; 6 марта 1998 года в связи с 60-летием со дня рождения (к многолетнему служению Святой Церкви) награждён орденом св. благоверного князя Даниила Московского III степени. 2 мая 2008 года за многолетние усердные труды и в связи с 70-летием награждён орденом святителя Макария, митрополита Московского II степени.

## Публикации
статьи
- Защита диссертации // Журнал Московской Патриархии. 1969. — № 9. — С. 16—17
- Эортология и богословие Рождества Христова // Журнал Московской Патриархии. 1985. — № 1. — С. 71-78; № 2. — C. 64-66.
- Литургические традиции Троице-Сергиевой Лавры // Богословские труды. 1989. — № 29. — С. 194—200.
- Кавказский крест России. интернет-версия газеты «Русский Вестник» (23 апреля 2008). Дата обращения: 2 июля 2009.
- Покровский храм Московской духовной академии // Встреча: студенческий православный журнал Московской духовной академии. 2010. — N 1 (29) — С. 26-32
- Литургическая наука в Московской духовной академии // Богословский вестник: юбилейный выпуск. 2010. — № 11-12. — Сергиев Посад : Московская духовная академия, 2010. — 1204 с. — ISBN 978-5-87245-161-7 — С. 242—255.

ноты
- Припевы на 9-й песни канона на Сретение Господне // Журнал Московской Патриархии. 1987. — № 2. — С. 77—78.
- Величания из службы Крещения Руси // Журнал Московской Патриархии. 1988. — № 2. — С. 76-77.
- Из песнопений праздника Крещения Руси // Журнал Московской Патриархии. 1988. — № 3. — С. 75—76.
- Стихиры в Неделю Всех Русских Святых // Журнал Московской Патриархии. 1988. — № 4. — С. 74—75.
- Рождественский праздничный триптих: нотное приложение к юбилейной звукозаписи хора Троице-Сергиевой Лавры. — [Б. м.] : Троице-Сергиева Лавра, 1999. — 104 с.
  - Рождественский праздничный триптих: нотный сборник. — М. : Благо : Свято-Троицкий Ново-Голутвин женский монастырь, 2010. — 104 с. — ISBN 978-5-88149-422-3
- Подобны старинных монастырских напевов: для однородного хора. — Москва : Живоносный Источник, 1999. — 33 с.; 29 см. — (Богослужебный репертуар хора Свято-Троицкой Сергиевой Лавры)
  - Подобны старинных монастырских напевов: для однородного хора. — Издание второе. — Москва : Живоносный Источник, 2016. — 32, [1] с.; 29 см. — (Богослужебный репертуар хора Свято-Троицкой Сергиевой Лавры).
- Всенощное бдение : Неизменяемые песнопения: Для монастыр. хоров: Для смеш. хора без сопровожд.: Из репертуара хора Свято-Троицкой Сергиевой Лавры. — Сергиев Посад : Троице-Сергиева Лавра ; Переславль : Благотвор. братство свят. благ. Велик. князя Александра Невского, 1999. — 492 с.
  - Всенощное бдение. Неизменяемые песнопения для монастырских хоров [Ноты]. — [Б. м.]: Троице-Сергиева Лавра, 2000. — 496 с.
  - Всенощное бдение. Неизменяемые песнопения для монастырских хоров [Ноты]. — [Б. м.] : Троице-Сергиева Лавра, 2005. — 496 с.
- Песнопения Страстной Седмицы: нотный сборник для монастырских хоров — [Б. м.] : Троице-Сергиева Лавра, 2000. — 442 с.
  - Песнопения Страстной Седмицы. Нотный сборник для монастырских хоров / сост. архим. Матфей (Мормыль). — Сергиев Посад: СТСЛ, 2002. — 424 с.
- Песнопения Постной Триоди : Нот. сб. для монастыр. хоров / Сост. архим. Матфей (Мормыль); Из репертуара хора Свято-Троицкой Сергиевой Лавры. — Сергиев Посад : Троице-Сергиева Лавра ; Переяславль-Залесский : Благотворит. Братство св. благовер. Вел. князя Александра Невского, 2000. — 269 с.
  - Песнопения Постной Триоди: нотный сборник для монастырских хоров. — [Б. м.] : Троице-Сергиева Лавра, 2002. — 272 с. — (Из репертуара хора Свято-Троицкия Сергиевы Лавры).
  - Песнопения Постной Триоди: нотный сборник / сост. архим. Матфей (Мормыль) ; Благотвор. Фонд «Благо» ; Свято-Троиц. Ново-Голутвин жен. монастырь. — [Сергиев Посад] : [б. и.], 2010. — 269 с.
- Последование Страстей Христовых: Утреня Великого Пятка : для однородного хора / сост. архим. Матфей (Мормыль). — Изд. 2-е, испр. — Москва : Живоносный Источник, 2003. — 106 с.
- Песнопения Божественной Литургии (для однородного хора) / сост. архим. Матфей, игум. Никифор. Сергиев Посад: СТСЛ, 2006. — 175 с.
- Литургия: неизменяемые песнопения для монастырских хоров. — [Москва] : Свято-Троиц. Ново-Голутвин жен. монастырь, 2009. — 605 с.
- Всенощное бдение: нотный сборник. — Москва : Благотвор. Фонд «Благо» ; Свято-Троиц. Ново-Голутвин жен. монастырь, 2010. — 492 с.; 29 см; ISBN 978-5-88149-421-6

интервью
- На чужом основании никогда ничего не строил… Архивная копия от 30 ноября 2012 на Wayback Machine // Московская регентско-певческая семинария. Сборник материалов 1998—1999. — М.: Святитель Киприан, 2000. — С. 66-91.
- «Что Церковь, то и я». Беседа с архимандритом Матфеем (Мормылем). Православие и современность (26 мая 2009). Дата обращения: 2 июля 2009.